# Wełyka Burimka
Wełyka Burimka (ukr. Велика Бурімка) – wieś na Ukrainie, w obwodzie czerkaskim, w rejonie złotonoskim, w hromadzie Czornobaj. W 2001 liczyła 1967 mieszkańców.

## Urodzeni
- Wasyl Herasymenko - radziecki wojskowy.